# Юридика
Юриди́ка — частина території міста, наділеного Магдебурзьким правом, у Великому князівстві Литовському та Польщі, що належала церкві чи певному світському магнату або шляхтичеві, не підпорядкувалася міській владі та не виконувала на користь міста ніяких повинностей. Походить від лат. juridicus — судовий.
Юридики були істотним елементом соціально-економічного життя Великого князівства Литовського. Вони багато в чому визначили структуру міського і містечкового населення України і Білорусі, подальший розвиток міст.
Юридики вже існували в Середньовіччі, але більшість їх сформувалися, починаючи з XVI століття, після початку повного панування шляхетства над містами. У Польщі юридики були ліквідовані Сеймом 1764 року, остаточно — рішенням сейму від 18 квітня 1791 року.
Власниками юридики були шляхта або церква. 